# Новоалександровский сельский совет (Нижнесерогозский район)
Новоалександровский сельский совет (укр. Новоолександрівська сільська рада) — входит в состав
Нижнесерогозского района
Херсонской области
Украины.
Административный центр сельского совета находится в 
с. Новоалександровка
.

## История
- 1822 — дата образования.

## Населённые пункты совета
- с. Новоалександровка